# Alexandru George

Alexandru George

Alexandru George (n. 6 aprilie 1930, București- d. 28 septembrie 2012, București), pe numele său adevărat George-Alexandru Georgescu, a fost un prozator, eseist, traducător din limba franceză, istoric și critic literar român.

## Biografie
Este fiul lui George Georgescu și al Elizei. Semnează Alexandru George. După terminarea studiilor liceale, se înscrie în 1949 la Facultatea de Filologie, de unde este exmatriculat în 1950 din motive politice. Devine muncitor necalificat și desenator tehnic în construcții, apoi bibliotecar la Biblioteca Academiei.

## Activitatea literară
Debutează în presa literară la 39 de ani, în 1969, cu povestirea Nocturnă, tipărită în Luceafărul, iar editorial la 40 de ani, în 1970, cu volumul de povestiri Simple întâmplări cu sensul la urmă și cu eseul Marele Alpha, consacrat operei argheziene.
Amânarea debutului este similară celei a reprezentanților Școlii prozatorilor târgovișteni (Mircea Horia Simionescu, Radu Petrescu, Costache Olăreanu, Tudor Țopa), căreia i se integrează în chip declarat în ultima vreme.
Colaborează la numeroase reviste atât înainte cât și după 1989. În ultimii ani deține rubrici permanente în revistele Luceafărul, din București, și Litere, din Târgoviște.

## Volume

### Studii critice
- Marele Alfa, eseu critic despre opera lui Tudor Arghezi, 1970 (ed. a II-a, 2005)
- Semne și repere, 1971
- În jurul lui Lovinescu, studiu monografic, 1975
- Mateiu I. Caragiale, micromonografie, 1981
- La sfârșitul lecturii, I-III, 1973-1980
- Caragiale, 1996

### Povestiri
- Simple întîmplări cu sensul la urmă, nuvele, 1970
- Clepsidra cu venin, 1971
- Simple întîmplări în gînd și spații, povestiri, 1982
- Petreceri cu gîndul și inducții sentimentale, povestiri, 1986
- Pașii unui fantasticist. Povestiri, 2009

### Romane
- Caiet pentru..., 1984
- Dimineața devreme, 1987
- Seara târziu, 1988
- Într-o dimineață de toamnă. Cinci sau chiar șase personaje în jurul unui autor, 1989
- Oameni și umbre, glasuri, tăceri, Ed. Polirom, 2003
- Simplex, Târgoviște, 2008.

### Publicistică
- Capricii și treceri cu gândul prin spații, București, 1994;
- Pro libertate, București, 1999;
- În treacăt, văzând, reflectând, Târgoviște, 2001;
- Constatări în curs și la fine, Târgoviște, 2002;
- Litere și clipe, 2007.

### Ediții critice și traduceri
- A îngrijit ediții critice, cea mai importantă fiind cea de Opere a lui Eugen Lovinescu. A tradus din Voltaire, Anatole France, Émile Zola, frații Goncourt, Rémy de Gourmont, Jean Starobinski, Jean-Pierre Richard, Salvattore Bataglia, Ph. Van Tieghem.

## Premii și distincții
- Premiul Uniunii Scriitorilor, în 1971, 1982, 1996
- Premiul Național de Literatură, acordat de Uniunea Scriitorilor din România, 2010
- Ordinul național „Steaua României” în grad de Ofițer (1 decembrie 2000) „pentru realizări artistice remarcabile și pentru promovarea culturii, de Ziua Națională a României”[4]